# Adam Lewko
Adam Lewko (ur. 25 sierpnia 1922 w Rawie Ruskiej, zm. w Warszawie) – pułkownik Sił Zbrojnych Polskiej Rzeczypospolitej Ludowej, wieloletni oficer wywiadu wojskowego PRL.

## Życiorys
Syn Michała i Rozalii. Służbę w ludowym Wojsku Polskim rozpoczął 28 maja 1943 roku. W latach 1948–1951 odbył studia w Akademii Sztabu Generalnego WP im. gen. Karola Świerczewskiego. W latach 1953–1954 kierował w stopniu podpułkownika Wydziałem II Wywiadowczym Marynarki Wojennej PRL. Od 1956 roku służył w Zarządzie II Sztabu Generalnego WP (wywiadzie wojskowym). W latach 1956–1959 szef Wydziału w Oddziale III. Od marca 1959 do maja 1964 attaché wojskowy, morski i lotniczy przy Ambasadzie PRL w Bukareszcie. Po powrocie do centrali był szefem Oddziału Ogólno-Organizacyjnego (1964–1966) i Organizacyjno-Szkoleniowego (1966–1967) Zarządu II Sztabu Generalnego WP. Od maja 1967 do sierpnia 1970 attaché wojskowy przy Ambasadzie PRL w Paryżu. Następnie był szefem Oddziału II (organizacyjno-szkoleniowego) Zarządu II (1970–1975). Od 1975 roku był oficerem w grupie dyspozycyjnej Zarządu II. W stan spoczynku przeszedł 28 maja 1983 roku po 40 latach zawodowej służby wojskowej.
Był członkiem PPR i PZPR.

## Odznaczenia
- Krzyż Kawalerski Orderu Odrodzenia Polski
- Złoty Krzyż Zasługi
- Srebrny Krzyż Zasługi
- Medal 10-lecia Polski Ludowej
- Medal 30-lecia Polski Ludowej
- Medal 40-lecia Polski Ludowej
- Złoty Medal „Siły Zbrojne w Służbie Ojczyzny”
- Srebrny Medal „Siły Zbrojne w Służbie Ojczyzny”
- Brązowy Medal „Siły Zbrojne w Służbie Ojczyzny”
- Złoty Medal „Za Zasługi dla Obronności Kraju”
- Srebrny Medal „Za Zasługi dla Obronności Kraju”
- Brązowy Medal „Za Zasługi dla Obronności Kraju”
- inne odznaczenia